# 20 Massalia
20 Massalia este un asteroid din centura de asteroizi. A fost descoperit de Annibale de Gasparis la 19 septembrie 1852. Este numit după Massalia (Μασσαλία), denumirea antică, în greacă, a orașului Marsilia.